# Lorenzo Staelens
Lorenzo Jules Staelens (* 30. April 1964 in Kortrijk) ist ein ehemaliger belgischer Fußballspieler und jetziger -trainer.

## Karriere
Staelens begann seine Profikarriere in seiner Heimatstadt beim KV Kortrijk. 1989 wechselte er zum FC Brügge. Hier wurde er vier Mal belgischer Meister und drei Mal Pokalsieger. Nach neun Jahren wechselte er 1998 zum RSC Anderlecht, wo er zwei weitere Meistertitel feiern konnte. 2001 ließ er seine Karriere in der J. League bei Ōita Trinita ausklingen.
Staelens spielte 70 Mal für Belgien und konnte acht Tore erzielen. Er gehörte bei drei Weltmeisterschaften zum Aufgebot: WM 90, WM 94 und WM 98.
Staelens war in der Saison 2002/03 kurzzeitig Trainer bei Excelsior Mouscron, wurde jedoch nach schlechten Ergebnissen gefeuert. In der Saison 2003/04 engagierte ihn Eendracht Aalst als Cheftrainer. Nach zwei Monaten kündigte er wegen Problemen mit dem Vereinspräsidenten. Von 2013 bis Oktober 2014 war er Cheftrainer bei Cercle Brügge, nachdem er den bisherigen Trainer Foeke Booy abgelöst hat. Nachdem der Verein nach mehreren Niederlagen in der Saison 2014/15 auf den vorletzten Platz gefallen war, wurde Staelens entlassen.
Im Oktober 2015 unterschrieb er einen Trainer-Vertrag beim OMS Ingelmunster, einem Verein der vierthöchsten belgischen Spielklasse. Aber nach einem verlorenen Spiel teilte Staelens dem Verein mit, dass er für die Aufgabe nicht zur Verfügung stehe.
Im Januar 2016 wurde er vom damals zweitklassigen Verein Royal Excel Mouscron als Co-Trainer unter Glen de Boeck für das Ziel des Aufstieges verpflichtet. Mit der Entlassung von de Boeck im Dezember 2016 wurde auch Staelens entlassen. Er sollte dann als Koordinator Talentförderung bei Excel Mouscron beschäftigt werden, aber auch dies wurde Mitte Januar 2017 beendet.
Im November 2018 wurde er wieder als Co-Trainer unter Glen de Boeck verpflichtet, diesmal vom KV Kortrijk. Während nach der Saison der Vertrag von De Boeck von Kortrijk verlängert wurde, war dies bei Staelens nicht der Fall.
Im November 2018 wurde Staelens Trainer beim FC Knokke. Dieser belegte zu diesem Zeitpunkt den letzten Platz der höchsten belgischen Amateur-Liga. Da der Verein aber auch im März 2019 noch auf dem letzten Platz stand, seit Januar 2019 nicht mehr gewonnen hatte und ein Abstieg nicht mehr zu vermeiden war, einigte man sich auf die Aufhebung des Vertrages.

## Titel und Erfolge
- Belgischer Meister (6): 1990, 1992, 1996, 1998, 2000, 2001
- Belgischer Pokalsieger (3): 1991, 1995, 1996
- Belgischer Supercup (6): 1990, 1991, 1992, 1994, 1996, 2000